# Kreationismus

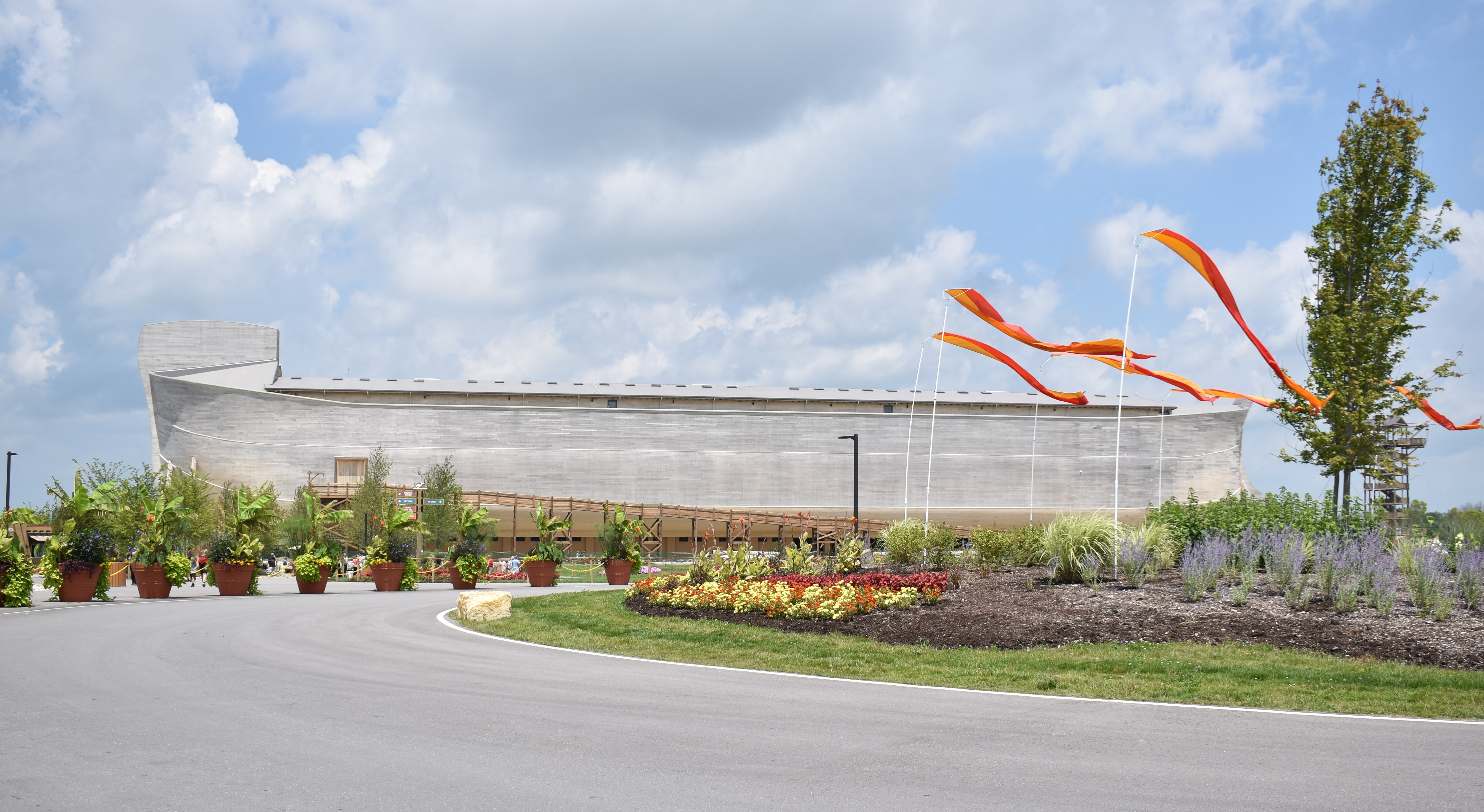
Nachbau der Arche Noah im Ark Encounter, einem kreationistischen Themenpark im Grant County (Kentucky). Die Betreiber des Parks vertreten die These, Dinosaurier hätten gleichzeitig mit Menschen existiert, seien sogar auf der Arche gewesen, und erst nach der Sintflut ausgestorben.

Kreationismus (von lateinisch creatio „Schöpfung“) bezeichnet die religiöse Auffassung, dass das Universum, das Leben und der Mensch buchstäblich so entstanden sind, wie es in den Heiligen Schriften der abrahamitischen Religionen und insbesondere in der alttestamentlichen Genesis geschildert wird. Als bedeutende Strömung trat der Kreationismus im frühen 20. Jahrhundert im Bereich des Evangelikalismus in den USA auf, wo er bis heute auch seine größte Verbreitung besitzt. In seiner strengsten Form postuliert er ein Erdalter von einigen Tausend Jahren und geht von der Existenz einer Sintflut aus, bei der die meisten Menschen und Tiere umgekommen seien. Ebenfalls kennzeichnend ist die Ablehnung der Evolutionstheorie.
Anhänger findet der Kreationismus vor allem bei der religiösen Rechten. Diese befürwortet teilweise, seine Auffassung zum Inhalt des Biologieunterrichts zu machen. Da die US-amerikanische Verfassung jedoch ein Verbot religiöser Inhalte im Schulunterricht vorsieht, wird der Kreationismus von manchen seiner Verfechter als wissenschaftliche Theorie bezeichnet („Intelligent Design“). Damit soll ein Konflikt mit der Verfassung vermieden werden. Die US-Rechtsprechung hat sich dieser Auslegung jedoch nicht angeschlossen. In seinen verschiedenen Formen bewegt sich der Kreationismus zwischen Religionslehre und Pseudowissenschaft.
Im Islam vertritt heute u. a. Harun Yahya den Kreationismus, im Judentum sind es vor allem Anhänger orthodoxer Richtungen.

## Abgrenzung
Der Kreationismus in seiner modernen, heute einflussreichen Form geht auf amerikanische Autoren des frühen 20. Jahrhunderts zurück. Sie griffen Ansichten von Autoren des 17. bis 19. Jahrhunderts auf, die vorher sowohl in der wissenschaftlichen wie auch in der theologischen Fachdebatte keine Rolle mehr spielten. Als grundlegend gelten das 1923 erschienene „The New Geology“ von George McCready Price und, dieses popularisierend, „The Genesis Flood: The Biblical Record and Its Scientific Implications“ von John C. Whitcomb und Henry M. Morris (1961). Eine unabhängige Tradition in Europa existierte nur in den Niederlanden im auf Abraham Kuyper zurückgehenden Neocalvinismus. Der übrige moderne europäische Kreationismus geht auf die amerikanischen Autoren zurück. Die Anti-Evolutionisten, die die Evolutionstheorie Charles Darwins im 19. Jahrhundert ablehnten, nannten sich nicht Kreationisten. Der Begriff taucht allenfalls als abwertende Zuschreibung in privater Korrespondenz aus dieser Zeit gelegentlich auf.
Viele Menschen, die eine Schöpfung vertreten, sehen dies als Teil ihres religiösen Glaubens und als vereinbar mit der Naturwissenschaft oder davon grundsätzlich unabhängig. Darunter fallen viele große Konfessionen, einschließlich der katholischen und vieler protestantischer Kirchen, sowie auch manche islamische Glaubensgemeinschaften. Sie lehnen die durchgängig wörtliche Interpretation der Heiligen Schrift und der darin beschriebenen Schöpfungsgeschichte grundsätzlich ab. Sie wird als Text verstanden, der kritisch im historischen Zusammenhang seiner Verfasser gelesen werden muss (historisch-kritische Methode). Viele religiöse Menschen verstehen sie auch als Metapher, die eine Bedeutung lediglich außerhalb der Naturwissenschaft hat.
Solche Standpunkte werden manchmal in eine breitere Definition des Begriffs Kreationismus mit aufgenommen, werden aber besser unter dem Stichwort theistische Evolution gefasst. Der Kreationismus im engeren Sinn vertritt jedoch die Ansicht, dass wissenschaftliche Aspekte für eine wörtliche Interpretation des im Buch Genesis (bei Christen und Juden) oder im Koran (bei Muslimen) beschriebenen Schöpfungsberichts sprächen. Diese Auffassung der Irrtumslosigkeit und wörtlichen Interpretation der Bibel (evangelikale Exegese, fundamentalistische Hermeneutik) findet sich vorrangig in evangelikalen und in fundamentalistischen Bewegungen des Christentums sowie mitunter im Islam.
Obwohl der hebräische Urtext so ausgelegt werden kann, dass er die Schöpfung aus dem Nichts (creatio ex nihilo) implizit bestreitet, sehen einige Juden und Christen die Genesis als Stütze für den Absolutheitsanspruch ihres Schöpfungsglaubens. Sie gehen davon aus, dass die Schrift faktisch zutreffende Aussagen aus der Perspektive Gottes enthalte und ein Augenzeugenbericht über den Ursprung der Dinge sei.
Naturwissenschaftliche Erkenntnisse (als eine empirische Informationsquelle über die Naturgeschichte) stehen jedoch weitestgehend im Widerspruch zu dieser wörtlichen Interpretation der Bibel. Einige Kreationisten sind daher der Auffassung, dass die Sichtweise der Naturwissenschaft und ihre Grundannahmen unvereinbar mit dem religiösen Glauben seien und sich diesem unterordnen sollten. Kreationisten lehnen oft die Sichtweise der Naturwissenschaft im Allgemeinen und bestimmte wissenschaftliche Theorien im Besonderen ab. Dies bezieht sich vor allem auf die darwinsche Evolutionstheorie und ihre Bedeutung für die moderne Evolutionsbiologie. Die meisten Kreationisten bestreiten auch die naturwissenschaftlichen Theorien über den Ursprung des Lebens und der menschlichen Spezies, die geologische Erdgeschichte, die Evolutionsgeschichte, die Entwicklung des Sonnensystems und den Ursprung des Universums.
Kreationismus im weiteren Sinn durchzieht die gesamte Religionsgeschichte. Im Allgemeinen jedoch wird damit Bezug genommen auf die Zeit ab den ersten Widersprüchen zwischen Erkenntnissen moderner Naturforscher und Vertretern einer wortgetreuen Bibelauslegung bei der Datierung der Größenordnung des Erdalters, in deutlicherer Form dann mit der Aufstellung der Evolutionstheorie durch Charles Darwin. Andere Definitionen beziehen sich dagegen auf die Einführung der Evolutionstheorie im Schulunterricht.

## Vorgeschichte

### Antike: Die heiligen Bücher
Eine der Wurzeln des Kreationismus liegt in den Kosmogonien, den seit antiken Zeiten aufgeschriebenen Erklärungsmodellen zur Entstehung der Welt. Die Schriften zur Schöpfung in den Buchreligionen wurden in der Bibel und im Koran gesammelt und durch die Schriftform fixiert. Beide Werke verarbeiten die Ansichten der abrahamitischen Religionen zu Welt- und Naturgeschichte. Arabische bzw. muslimische Gelehrte ergänzten ihre Ansichten zur Schöpfung weiterhin durch Verwendung von griechischen Texten. In der Antike selbst ist eine dem Kreationismus vergleichbare Weltanschauung quasi unbekannt. Die antiken Philosophen der Schulen der Platoniker und Neuplatoniker, der Stoa und der Epikureer betrachteten übereinstimmend die Lehre von den Göttern als dunkles und schwieriges Problem, über das der Mensch kaum sichere Kunde besitze. Aufgabe der Philosophen sei es, durch Nachdenken zum Kern der Probleme vorzudringen. Die mythischen Erzählungen zum Weltursprung und zu den Göttern wurden in unterschiedlichem Maße ernst genommen, meist aber als allegorische Fabeln für das ungebildete Volk abgetan. Auch die auf der Schwelle zum Mittelalter stehenden Kirchenväter lehnten wortinspirierte Lesungen der Bücher weitgehend ab. Der bis in die Neuzeit immens einflussreiche Augustinus von Hippo besaß eine profunde philosophische Bildung und war stark vom Neuplatonismus Plotins beeinflusst. Seiner Ansicht nach hatte die antike Philosophie durch reines Nachdenken die meisten (wenn auch nicht alle) der Glaubenswahrheiten der Bibel unabhängig von Gottes Offenbarung entdeckt. Für ihn waren die wesentlichen Wahrheiten über den Menschen und die Welt allerdings innerlich. Eine zu starke Beschäftigung mit den Angelegenheiten der Welt galt zwar nicht ausgesprochen als sündhaft, lenke aber doch eher von den Dingen ab, auf die es wirklich ankomme. Augustinus schrieb, in verschiedenem Alter, fünf Abhandlungen über das Buch Genesis, ohne zu einem abschließenden Urteil zu kommen. Er warnt aber davor, die Aussagen der Schrift zu wörtlich zu nehmen und gegen die Texte der Philosophen auszuspielen, da alle Wahrheit in der Natur letztlich ebenfalls von Gott stamme. Der Sinn von vielem in den Texten müsse durch allegorische Auslegung enträtselt werden. Ein direkter, wörtlicher Glaube könne zwar der Seele nie schaden, es sei aber theologischen Denkern erlaubt, darüber hinaus zu forschen.

### Mittelalter
Im Mittelalter (ca. 600 n. Chr. bis 1500 n. Chr.) galt seit al-Ghazālī (gestorben 1111) im islamischen Kulturraum die Beschäftigung mit den Werken der Philosophen über die Natur als unnötig und tendenziell schädlich; sie wurde in den Medressen nicht mehr gelehrt. In der davor liegenden philosophischen Blütezeit war aber vor allem das Werk des Aristoteles rezipiert und umfassend ausgelegt worden. Nur durch islamische (und im islamischen Kulturkreis lebende jüdische) Denker ist dieses im Abendland, das jede Kenntnis davon verloren hatte, wieder zugänglich geworden. Dem frühen Mittelalter im Okzident waren davor nur anekdotische, meist stark allegorisch geprägte, im weitesten Sinne naturkundliche Werke zugänglich, die Bestiarien genannt werden. Die hochmittelalterliche Scholastik strebte eine Synthese zwischen dieser nun neu zugänglichen (antiken) Naturphilosophie und der Theologie (die erst jetzt, durch Petrus Abaelardus neu begründet wurde) an. Als maßgeblich an den neu entstehenden Universitäten galt vor allem die Lehre des Thomas von Aquin (gestorben 1274).
Im Thomismus besteht zwischen Glauben und Vernunft kein grundlegender Widerspruch. Der Mensch kann, gestützt auf seine Sinne und seine (immer fehlbare) Vernunft, in der Schöpfung wie in einem Buch lesen. Gegenüber dem durch Gott eingegebenen Glauben handelt es sich um eine geringere Tugend, die trotzdem eine Tugend bleibt. Der Mensch vermag, natürliche Wahrheiten über die Welt mittels der Methoden der aristotelischen Logik zu entdecken, die Vernunft versage allerdings angesichts der übernatürlichen Wahrheiten, die nur der Glauben fassen könne. Trotz des absoluten Vorrangs der Glaubenswahrheiten ermöglichte die scholastische Lehre eine vom offenbarten Wissen unabhängige Naturphilosophie, die letztlich zur Wurzel der modernen Naturwissenschaften wurde. Das Verbot (zumindest außerhalb der abgehobenen akademischen Sphären) über Wahrheiten zu spekulieren, die im Widerspruch zum, als fraglos richtig angesehenen, offenbarten Wissen standen, verhinderte zunächst jeden offenen Konflikt. Jede Bibelstelle musste seit Johannes Cassianus, neben der wörtlichen Aussage (Literalsinn), allerdings bereits im allegorischen, moralischen (oder tropologischen) und anagogischen Sinn ausgelegt und dabei Widersprüche und Mehrdeutigkeiten ausgeräumt werden, wodurch eine naiv-wörtliche Exegese nie gefördert wurde.

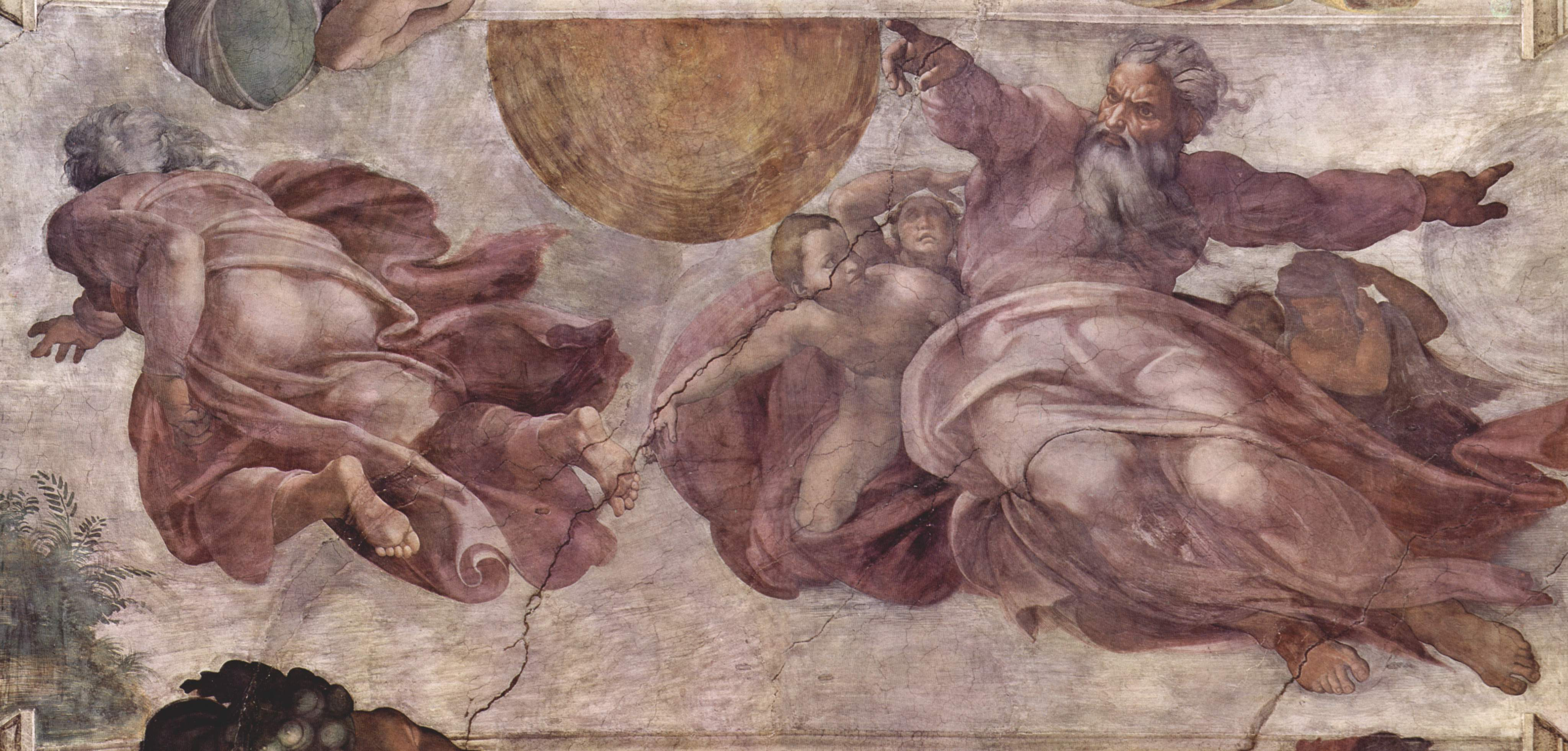
Der Schöpfergott scheidet Licht und Finsternis (Sonne und Mond) von Michelangelo. Ein wörtliches Verständnis der Schöpfungsgeschichte hat die Kunst immer wieder inspiriert.

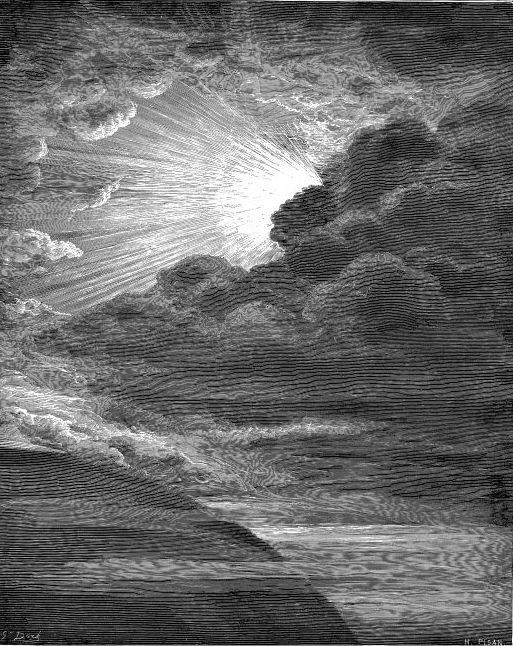
Die Erschaffung des Lichts von Gustave Doré

### Frühe Neuzeit
Erst in der Neuzeit entwickelte sich, zunächst ausschließlich im Okzident, aus der mittelalterlichen Naturphilosophie die moderne, empirische Naturwissenschaft. Diese wurde lange Zeit aber nicht als Problem oder gar als Konkurrenz für das religiöse Weltbild aufgefasst. Klassische Autoren wie Newton oder Galilei verwiesen noch, in mittelalterlicher Tradition, darauf, dass die Enträtselung der Mechanismen von Gottes Schöpfung dessen Ehre nur erhöhen würden. Wissenschaftler wie Robert Boyle betrachteten ihre Forschungen als quasi-theologische Erforschung von Gottes Wirken in der Natur, er stiftete aus seinem Nachlass die Mittel für eine Vorlesungsreihe (die Boyle lectures), die speziell aufzeigen sollte, wie die Wissenschaft den Atheismus widerlege und die christlichen Wahrheiten bestätige. Viele philosophische Autoren verwiesen auf die Harmonie und Zweckmäßigkeit der Natur, die für Autoren wie William Paley eine „natürliche Theologie“ begründete. Gott habe die Natur so geschaffen, dass sie auch vom menschlichen Verstand begriffen werden könne. Für die vor allem englischen Deisten verwies die Untersuchung der Natur aus reinen Verstandesgründen, auch ohne jede Offenbarung, notwendig auf das Wirken eines gütigen Schöpfergottes. Konflikte, zum Beispiel über den Atomismus oder das heliozentrische Weltbild, ergaben sich weniger zwischen Glauben und Wissenschaft, sondern eher zwischen den modernen, empirischen Methoden und dem aristotelischen, scholastischen Weltbild, das eher auf der Erklärung der Welt durch abstraktes, logisches Denken beruhte. Kirchliche und weltliche Autoritäten betrachteten die Entwicklung zwar mit Misstrauen, weil sie Veränderungen generell ablehnten und eine Verbindung zwischen freiem Denken und sozialen Forderungen befürchteten, die wissenschaftlichen und philosophischen Kontroversen erreichten aber die breitere Öffentlichkeit fast gar nicht. Dies änderte sich erst im frühen 19. Jahrhundert, insbesondere durch die neuen Lehren der Geologie und der Evolutionsforschung innerhalb der Biologie.

### 18. und 19. Jahrhundert

#### Geologie
Die britischen Forscher William Smith, James Hutton und Charles Lyell begannen im 18. Jahrhundert mit einer Abschätzung des Erdalters. Sie begründeten eine neue Wissenschaft, die Geologie. Ihre Schlussfolgerungen waren für viele zeitgenössische Theologen, die aufgrund anderer philosophischer und theologischer Elemente die auf wortwörtlicher Auslegung biblischer Texte beruhende Chronologie (berühmt ist die Rückrechnung von Bischof James Ussher, der den Zeitpunkt der Schöpfung auf den 23. Oktober des Jahres 4004 v. Chr. rückrechnete) bereits ablehnten, völlig unproblematisch. Andere Theologen, mehr aber noch die gebildete breite Öffentlichkeit, sahen darin eine Herausforderung der Autorität der Bibel. In den 1790er Jahren warnte die Royal Society ihr Mitglied John Hunter, seine öffentlichen Auslassungen über das hohe Alter der Erde könnten die „verständlichen“ Vorurteile der Öffentlichkeit reizen. Das Drama „Kain“ des Dichters und Freigeists Lord Byron, in dem das Alter der Erde und Fossilien eine prominente Rolle spielen, rief eine Flut verächtlicher Kritiken hervor. Opponenten, die sich selbst als „Geologen der Schrift“ (scriptural) oder „mosaische Geologen“ bezeichneten, argumentierten gegen die neuartigen Auffassungen, wobei sie in der breiten Öffentlichkeit viele Sympathien hatten. Diese Opponenten bildeten aber keine geschlossene Front (viele schrieben völlig unabhängig voneinander) und keine Schule wie die späteren Kreationisten (die allerdings auf ihren Werken aufbauten). Berühmt wurde die Kontroverse über die biblische Sintflut. Der Geologe und Geistliche William Buckland behauptete in seinem Werk Reliquiae Diluvianae, seine Forschungen hätten die Wahrheit des biblischen Berichts klar bestätigt; die damals entdeckten Fossilien großer, ausgestorbener Wirbeltiere seien urzeitliche Bestien, die in der Flut ertrunken seien. Andere, zu ihrer Zeit prominente Autoren wie Granville Penn und Andrew Ure, darunter neben einigen Geistlichen viele traditionelle Amateurforscher aus der Oberschicht (Gentlemen of science) schrieben Werke, die die wörtliche Wahrheit der biblischen Berichte bestätigen sollten.

#### Biologie
Charles Darwins Theorie der Evolution wurde von konservativen Christen seit dem Erscheinen seines Hauptwerks Über die Entstehung der Arten im Jahr 1859 sofort erbittert bekämpft. Während die bisherigen Kontroversen die Welt als Ganzes betrafen, wurde die Evolutionstheorie als frontaler Angriff auf das Wesen und die Würde des Menschen aufgefasst; hier ging es nicht um nebensächliche Einzelheiten, sondern zentral um das Menschenbild, was die Härte des Streits erklärbar macht. Obwohl Darwin selbst, die Kritik vorhersehend, anfangs zögerte, seine Theorie überhaupt auf den Menschen anzuwenden, wurde dieser Punkt von seinen Kritikern von Anfang an klar gesehen und stand immer im Zentrum der Debatte (Darwin erkannte später seinen Fehler und veröffentlichte 1871 Die Abstammung des Menschen und die geschlechtliche Zuchtwahl). Die Evolutionstheorie postuliert einen Aufstieg des Menschen aus tierischen Vorfahren (was auch als Ermöglichung weiteren Fortschritts gelesen werden konnte), während die Theologie klassisch einen Abstieg des ursprünglich vollkommenen Menschen aufgrund der Erbsünde voraussetzte. Der Widerspruch zum Fall Adams, und damit implizit zu Christus als dem „zweiten Adam“ war theologisch schwerer hinzunehmen als die nicht wortwörtliche Interpretation des Buches Genesis, mit dem die meisten aufgeklärteren Kirchenleute auch im 19. Jahrhundert keine Probleme mehr hatten. Außerdem eliminierte die Lehre den tiefen Spalt, der bisher den Menschen von den anderen Geschöpfen getrennt hatte. Was war nun mit der unsterblichen Seele, die nur dem Menschen zukam? In welchem Sinne war der Mensch nun noch das Ebenbild Gottes? Worauf beruhten die moralischen Werte, wenn alles im Kampf ums Dasein entschieden würde? Wo blieb beim Spiel des Zufalls, der die Entwicklung lenkte, der göttliche Plan? Der Widerstand gegen diese als Entwürdigung des Menschen als Krone der Schöpfung empfundene Herausforderung ging weit über kirchliche Kreise hinaus, sie versetzte der natürlichen Theologie und dem Deismus letztlich den Todesstoß. Sie wurde als Grenzüberschreitung wahrgenommen, mit der sich die Wissenschaft in Dinge einmischte, die sie nichts angingen. Obwohl Darwin zeit seines Lebens in öffentlichen Äußerungen zögerlich blieb, sprachen seine Unterstützer eine offene Sprache. Sein wichtigster Unterstützer, „Darwins Bulldogge“ Thomas Henry Huxley war es, der den Begriff des Agnostizismus prägte. Herbert Spencer wandte den neuen Begriff der Evolution in First Principles (1862) ohne Zögern auch auf die Entwicklung der menschlichen Gesellschaft an und begründete damit den Sozialdarwinismus. (Im 20. Jahrhundert wandten Forscher wie Edward B. Tylor, später auch Robert N. Bellah den Evolutionsgedanken dann auf die Religion selbst an und begründeten einen Evolutionismus vor allem in der Religionsethnologie.)
Zu Darwins Gegnern zählten Geistliche wie der anglikanische Bischof Samuel Wilberforce, daneben aber auch zahlreiche eminente Wissenschaftler wie der englische Anatom und Zoologe Richard Owen oder der führende amerikanische Naturforscher Louis Agassiz. Der katholische (später wegen unorthodoxer Ansichten exkommunizierte) Zoologe St. George Mivart argumentierte, wenn auch der menschliche Körper natürlichen Ursprungs wäre, so ginge doch seine Seele allein auf Gott zurück. In Genesis of Species sprach er für eine Evolution, die unter göttlicher Kontrolle ablief. Selbst Alfred Russel Wallace, der die Evolutionstheorie unabhängig von Darwin entdeckt hatte, nahm noch an, dass ein Eingriff des Schöpfers notwendig bleibe, da anders die Sonderstellung des Menschen nicht erklärbar sei. Einflussreiche Denker wie der Schriftsteller Samuel Butler, aber auch viele Biologen, griffen auf die konkurrierende Evolutionstheorie des Lamarckismus zurück, die ihnen eher mit einem göttlichen Plan in der Natur vereinbar schien. Da Ende des 19. Jahrhunderts insbesondere Darwins Selektionstheorie innerhalb der Wissenschaft scharf angegriffen wurde und zeitweise in die Defensive geriet, konnten sich religiöse Kritiker bestätigt fühlen, dass es sich um eine kurzfristige Verirrung handele, die bald überwunden sei. Speziell in Deutschland äußerten sich führende Anthropologen wie Rudolf Virchow und Adolf Bastian ablehnend. Dies könnte teilweise auf die Position führender deutscher Darwinisten wie Ernst Haeckel zurückgehen, die die Abstammung des Menschen als Argument für „niedere“ Menschenrassen und damit Rassismus verwendeten. (Die Evolutionstheorie als Begründung für Rassismus wurde als Ablehnungsgrund später auch von den führenden amerikanischen Kreationisten wie Henry M. Morris herausgestellt.) Mit der Durchsetzung der Evolutionstheorie innerhalb der Wissenschaft bis zum Beginn des 20. Jahrhunderts schien die Debatte zunächst erledigt. Konservative protestantische Christen, vor allem in den USA, lehnten sie zwar weiterhin ab, fanden aber keine wissenschaftlichen Unterstützer mehr, so dass der Kampf bereits entschieden schien.

## Geschichte

### Entstehung
Dass die Bibel buchstäblich für wahr gehalten wird, ist in der Geschichte des Christentums erst seit relativ kurzer Zeit von Bedeutung. Schon die Kirchenväter Origenes (185–254) und Augustinus von Hippo (354–430) legten Wert auf eine kritische Betrachtung des alttestamentlichen Schöpfungsberichts (Genesis). Und vor der ersten Übersetzung in eine geläufige Sprache durch Martin Luther war die Bibel nur wenigen Menschen zugänglich. Die Genesis wörtlich für eine wahre Beschreibung vergangener Ereignisse zu halten, kam erst nach dem amerikanischen Sezessionskrieg (1861–1865) in den damals unterlegenen Südstaaten auf, insbesondere unter Baptisten, und wurde ein bedeutender Teil des kulturellen Selbstverständnisses der Südstaatler und ihrer Ablehnung nordstaatlicher Werte. Besonders vorangetrieben wurde das von Siebenten-Tags-Adventisten wie George McCready Price, die an ein baldiges Ende der Welt (Armageddon) glaubten. Die Verbesserung des Schulwesens, durch die mehr Kinder mit der Evolutionstheorie bekannt wurden, trug zur Entwicklung dieser Abwehrhaltung bei. Die erfolgreiche Durchsetzung des Alkoholverbots im Jahre 1919 ermutigte diese Bewegung, und hinzu kam eine Assoziation des Darwinismus mit dem Sozialdarwinismus und dessen vermeintlich bedeutender Rolle auf Seiten der Deutschen im Ersten Weltkrieg.

### Der Scopes-Prozess und die Folgen
Einen Höhepunkt der Auseinandersetzung mit dem Kreationismus bildete der Scopes-Prozess im Jahr 1925 in Dayton (Tennessee), bei dem ein Lehrer stellvertretend für aufklärerische Gruppen einen Musterprozess gegen den US-amerikanischen Bundesstaat führte, der kurz zuvor einen Bann gegen Darwins Evolutionstheorie beschlossen hatte. Der Prozess, der großes Aufsehen auch außerhalb der USA erregte, wurde im Ergebnis gegen den Lehrer entschieden, das Urteil jedoch aufgrund von Formfehlern wieder aufgehoben. Beobachter werteten das Verfahren selbst als Niederlage für die Anliegen des Kreationismus. Das Verbot, die Evolution zu unterrichten, blieb in Tennessee bis in die 1960er Jahre in Kraft, wurde jedoch nie wieder angewendet. Dennoch verschwand in den folgenden Jahrzehnten der Darwinismus zunehmend aus den US-amerikanischen Schulbüchern. Erst infolge des Sputnikschocks 1957 kam es diesbezüglich zu einer Wende, indem die US-Regierung Gelder für die Produktion neuer naturwissenschaftlicher Schulbücher zur Verfügung stellte, in denen auch die Evolution ausführlich behandelt wurde. In dieser Situation erschien 1961 das Buch Genesis Flood von Whitcomb und Morris, das unter gläubigen Christen sehr populär wurde und die Creation Science-Bewegung (wörtlich: Schöpfungs-Wissenschaft) begründete. Deren Ansatz war der Versuch, den Kreationismus als eine der Evolutionstheorie gleichwertige Wissenschaft darzustellen und ihr auf diese Weise – unter Umgehung des Verbots eines Religionsunterrichts in der US-Verfassung – Eingang in den Schulunterricht zu verschaffen.

### Arkansas
1981 hatten die Bemühungen, den Kreationismus im Biologie-Unterricht zuzulassen, im Bundesstaat Arkansas Erfolg. Gegen dieses neue Gesetz reichte die American Civil Liberties Union eine Klage mit der Begründung ein, dass es nicht mit dem First Amendment, dem 1. Zusatzartikel der US-Verfassung, zu vereinbaren sei. An dem Prozess waren der Paläontologe Stephen Jay Gould, der Genetiker Francisco J. Ayala, der Philosoph Michael Ruse und der Theologe Langdon Gilkey als Sachverständige beteiligt. Der Richter kam zu dem Schluss, dass „Creation Science“ keine Wissenschaft, sondern Religion sei und daher an öffentlichen Schulen nicht gelehrt werden dürfe.

## Richtungen

### Kurzzeitkreationismus
Der Junge-Erde-Kreationismus (auch „Kurzzeitkreationismus“ oder „24-Stunden-Tag-Theorie“) ist der hauptsächlich von evangelikalen und fundamentalistischen Christen, aber auch von ultraorthodoxen Juden vertretene Glaube, dass die Erde von Gott vor wenigen tausend Jahren erschaffen worden sei. Anhänger vertreten eine wörtliche Auslegung der Bibel und interpretieren den Schöpfungsbericht in der Bibel als Tatsachenschilderung. Aufgrund des vom englischen Erzbischof James Ussher (1581–1656) anhand biblischer Lebensläufe und Stammbäume berechneten Ussher-Lightfoot-Kalenders wird als Zeitpunkt der Schöpfung der 23. Oktober 4004 v. Chr. angenommen. Dies entspricht einem Erdalter von rund 6000 Jahren. In der Regel gehen Junge-Erde-Kreationisten davon aus, dass die Erde bis etwa 10.000 Jahre alt sei (die Auffassungen darüber, ob das Universum das gleiche Alter hat, sind unterschiedlich). Deshalb werden von ihnen wissenschaftliche Methoden wie radiometrische Altersbestimmung, Isochronenmethode, Eiskerndatierung und Dendrochronologie (siehe auch Altersbestimmung (Archäologie)) in Frage gestellt. Stattdessen werden die geologischen Belege hauptsächlich als das Resultat einer globalen Flut erklärt. Mitunter werden auch gängige Thesen wie die Kontinuität der Naturgesetze über historische Zeiträume in Frage gestellt; damit werden alternative Datierungen geologischer und astronomischer Ereignisse erzielt.
Die Flache Erde wird manchmal ebenfalls zum Kurzzeitkreationismus gerechnet. Sie ist aber ein Standpunkt, von dem sich Kreationisten selbst im Allgemeinen zu distanzieren versuchen. Sie wird immer wieder in diesem Kontext als Stilmittel zur zynischen Übertreibung, Karikierung und als stereotype Analogie verwendet. Im 20. Jahrhundert wurde die Flache Erde von der Flat Earth Society vertreten.

#### Moderner Geozentrismus
Als Geozentrismus bezeichnet man die Ansicht, dass Gott eine sphärische Welt erschaffen und sie im Zentrum des Universums platziert habe. Sie werde von der Sonne, den Planeten und allem anderen umkreist. Alle wissenschaftlichen Behauptungen über das Erdalter seien Lügen; Evolution fände nicht statt. Sehr wenige Menschen vertreten heutzutage einen solchen Glauben.

#### Omphalos-Hypothese
Die Omphalos-Hypothese postuliert, dass Gott die Erde in jüngerer Zeit erschaffen habe, sie aber viel älter habe aussehen lassen. Dieser Glaube wird von einer kleinen Untergruppe der Junge-Erde-Kreationisten vertreten. Das Argument wurde erstmals 1857 von Philip Henry Gosse vorgebracht. Er hielt daran fest, dass bestimmte physikalische und biologische Prozesse eine ältere Erscheinung benötigten, da die Welt periodisch ablaufe (Henne-Ei-Henne usw.). Sie trägt den Namen Omphalos-Hypothese (Nabelhypothese), da sie auf der Frage basiert, ob Adam (oder Eva) einen Bauchnabel gehabt hätten (da sie als Erwachsene erschaffen und nicht geboren worden seien, könne davon ausgegangen werden, dass sie nie eine Nabelschnur gehabt hätten). Gosse nahm an, dass Adam einen Nabel gehabt habe, weil er bei allen Menschen vorhanden ist. Es ergebe sich eine scheinbare Vergangenheit (die vom Nabel angedeutet werde), obwohl sie auf diese Weise einfach miterschaffen worden sei. Er nahm an, dass es zum Funktionieren der Erde notwendig gewesen sei, sie älter aussehen zu lassen. Diese Hypothese hat heute jedoch keine nennenswerte Anhängerschaft mehr. Keiner der führenden Kreationisten wendet das Konzept auf den Fossilbericht oder etwaig geschaffene Lichtbrücken an. Mit Hilfe der Annahme solcher Lichtbrücken sollte es dem Licht angeblich möglich sein, einen Raum zu überspannen und durch die Umgehung dieses Raumes der – wie sonst im ganzen Universum gültigen – Begrenzung der Lichtgeschwindigkeit nicht unterworfen zu sein. Das heißt ähnlich, wie dies im Mikroskopischen in der Quantenmechanik mit dem Tunneleffekt möglich ist. Dadurch wäre es angeblich möglich, dass Menschen auf der Erde Licht von weit entfernten Sternen sehen könnten, obwohl das Licht bei Einhaltung der Lichtgeschwindigkeit länger unterwegs sein müsste, als die aus der Bibel entnommene Zeitspanne seit der Erschaffung der Welt.
Eine die Omphalos-Hypothese ad absurdum führende Hypothese, nach der die Welt vor fünf Minuten geschaffen worden sei, findet sich bei Bertrand Russell als Gedankenspiel im Rahmen des philosophischen Skeptizismus bezüglich Erinnerungen:

“There is no logical impossibility in the hypothesis that the world sprang into being five minutes ago, exactly as it then was, with a population that ‘remembered’ a wholly unreal past. There is no logically necessary connection between events at different times; therefore nothing that is happening now or will happen in the future can disprove the hypothesis that the world began five minutes ago.”

„Es besteht keine logische Unmöglichkeit in der Hypothese, dass die Welt vor fünf Minuten entstand, genauso wie sie war, mit einer Bevölkerung, die sich an eine gänzlich irreale Vergangenheit ‚erinnert‘. Es besteht keine logisch notwendige Verbindung zwischen Ereignissen zu unterschiedlichen Zeiten; daher kann nichts, was jetzt oder in der Zukunft passiert, die Hypothese widerlegen, dass die Welt vor fünf Minuten begann.“

#### Wissenschaftlicher Kreationismus
Seit den 1960er Jahren versuchen Aktivisten des sogenannten „wissenschaftlichen Kreationismus“ im angelsächsischen Raum zu zeigen, dass man auch wissenschaftliche Argumente für das kreationistische Weltbild vorbringen könne. Die Anhänger halten ihre alternativen, vorgeblich wissenschaftlichen Erklärungen zur Evolution denjenigen der vorherrschenden wissenschaftlichen Lehrmeinung für ebenbürtig, und fordern deren Zulassung zum Schulunterricht. Anfang der 1980er Jahre schafften es amerikanische Aktivisten, dass der „wissenschaftliche Kreationismus“ vorübergehend in zwei US-Bundesstaaten als gleichberechtigte Alternative zur Evolutionstheorie vorgetragen werden durfte. 1987 sprach der Supreme Court jedoch dem Kreationismus die Wissenschaftlichkeit ab und klassifizierte ihn als Religion, woraufhin er aus dem Biologieunterricht verbannt wurde.
Vertreten werden Ideen zu einer Schöpfungskosmologie, die auf ein Alter des Universums in der Größenordnung von einigen Tausend Jahren hinausläuft. Der Fossilbericht wird als Bericht der Zerstörung durch eine globale Flut gedeutet, wie sie in der Genesis als Sintflut beschrieben wird. In den USA wird diese Sichtweise vom Institute for Creation Research und der Creation Research Society befürwortet, in Deutschland in abgewandelter Form von der Studiengemeinschaft Wort und Wissen, in der Schweiz von ProGenesis. Ein amerikanischer Hauptvertreter ist Kent Hovind.

### Langzeitkreationismus
Die Befürworter des Langzeitkreationismus (auch genannt Alte-Erde-Kreationismus) versuchen, die wörtliche Interpretation der Genesis in Einklang mit den astronomischen und geologischen Hypothesen zum Alter des Universums und der Erde (mehrere Milliarden Jahre) zu bringen. Im Gegensatz zum evolutionistischen Kreationismus wird dabei jedoch die Theorie der gemeinsamen Abstammung abgelehnt. Hauptvertreter des Langzeitkreationismus sind die Zeugen Jehovas. Es gibt mehrere Schöpfungsthesen, mit denen die Auffassung begründet wird:

#### Lückentheorie
Diese Anschauung (auch Restitutionstheorie genannt) besagt, dass das Leben in einer kurzen Zeit auf der vorher schon existierenden alten Erde geschaffen worden sei, weil eine vorherige Schöpfung durch eine unbestimmte Katastrophe vernichtet worden sei. Der Lücken-Kreationismus hat 1. Mose 1,2  als Grundlage, und dies besonders in der englischen Bibelübersetzung Scofield Reference Bible (in der Version von 1917). Von Kreationisten, die sich auf den hebräischen Wortlaut der Bibel berufen, erhält dieser Typ des Kreationismus keine Zustimmung.

#### Konkordanzhypothese
Die Konkordanzhypothese (auch Tag–Alter-Kreationismus, Zeitalter-Tag-Theorie, Theorie der unterschiedlichen Tageslängen oder Vorzeit-Kreationismus) besagt, dass die sechs Tage der biblischen Schöpfungsgeschichte nicht vierundzwanzigstündige Tage darstellen, sondern sehr viel längere Zeiträume – wie Millionen von Jahren. Die Vertreter dieser Richtung berufen sich auf das Wort yôm in der hebräischen Bibel, welches nach ihrer Ansicht im Kontext der Genesis zur Bedeutung „Zeitalter“ gedehnt werden könne. Einige Vertreter sagen, dass die Gegenwart das siebte Alter darstelle, also den siebten Tag der Schöpfung. Gegen den Deutungsansatz der Konkordanzhypothese wird argumentiert, dass die Bedeutung des Wortes aus dem Kontext eindeutig hervorgehe, da das hebräische Wort yôm „Tag“ bedeute und mit der Formulierung „es wurde Abend und wieder Morgen“ nur ein Tag im gängigen Wortsinn gemeint sein könne (zum Beispiel (Mt 25,29 )).

#### Schöpfung auf Raten
Diese Sicht wird auch Progressiver Kreationismus oder fortdauernde Schöpfung genannt und besagt, dass die Arten sich in einem ständig von Gott begleiteten Vorgang verändert und herausgebildet haben. Dabei gibt es verschiedene Ideen darüber, wie das Ganze ablaufe (es wird oft Platz gelassen für ein direktes göttliches Eingreifen bei Schlüsselzeitpunkten in der Geschichte der Erde und des Lebens). Diese Sicht akzeptiert die meisten Erkenntnisse der modernen Naturwissenschaften, lehnt aber die moderne Evolutionsbiologie ab oder sucht nach Hinweisen darauf, dass die Evolution nur über natürliche Auslese unpassend sei. Dieser Standpunkt kann in Zusammenwirkung mit anderen Alte-Erde-Standpunkten vertreten werden, wie Tag–Alter-Kreationismus oder diverse Sichtweisen über Rahmenbedingungen, Metaphern und Poesie der Schöpfungsgeschichte.

### Evolutionistischer Kreationismus
Der Evolutionistische Kreationismus sieht Gott als Schöpfer, der die Lebensformen mittels Evolution erschaffen habe und weiterentwickle, wobei es unterschiedliche Auffassungen darüber gibt, wie stark er in diesen Prozess eingreife. Dennoch halten seine Anhänger die Evolutionstheorie, wie die Naturwissenschaft sie beschreibt, für unzureichend und sehen das zusätzliche Eingreifen eines Gottes als zwingend notwendig an. Die Richtung stimmt einigen Positionen des Langzeitkreationismus zu (wie der Konkordanzhypothese oder Lückentheorie), unterscheidet sich ansonsten aber deutlich von den übrigen Richtungen des Kreationismus, da ihre Vertreter (insbesondere im Gegensatz zum progressiven Kreationismus) die Theorie der gemeinsamen Abstammung akzeptieren. Deshalb wird sie manchmal nicht als Kreationismus eingeordnet, obwohl sich ihre Vertreter so verstehen. Gemeinsam mit den übrigen Richtungen des Kreationismus ist der Standpunkt, dass die natürliche Selektion nicht die Ursache für die Entstehung neuer Arten ist. Dies soll stattdessen durch das direkte Eingreifen Gottes in den Evolutionsprozess bewirkt werden.
Der Unterschied zwischen dem evolutionistischen Kreationismus und dem Mainstream der christlichen Theologie in Deutschland ist, dass er die Heilige Schrift wörtlich interpretiert und dabei Aussagen über eine gemeinsame Abstammung aus dem Bibeltext herzuleiten versucht. Die Mainstream-Standpunkte stellen sich im Gegensatz zum evolutionistischen Kreationismus auch nicht gegen die natürliche Selektion als Mechanismus für die Entstehung der Arten. Die Trennung zwischen diesen Richtungen ist aber sehr unscharf und es gibt mehrere Zwischenpositionen; meist werden sie alle unter dem Oberbegriff Theistische Evolution zusammengefasst.

### Neo-Kreationismus
Neo-Kreationisten distanzieren sich selbst betont von anderen Arten des Kreationismus und wollen als vollständig vom Kreationismus getrennt betrachtet werden. Ihr Ziel ist es, den Kreationismus in Begriffen neu zu formulieren, die von der Öffentlichkeit, Bildungspolitik und Wissenschaftsgemeinde besser angenommen werden. Sie beabsichtigen, ohne religiöse Worte und ohne Bezug auf die jeweilige Heilige Schrift eine Debatte über den Ursprung des Lebens in Gang zu setzen und unter die Menschen zu tragen.
In ihren Augen sind die Naturwissenschaften nur scheinbar objektiv und in Wirklichkeit eine dogmatische atheistische Religion. Sie argumentieren, dass die wissenschaftliche Methodik bestimmte Erklärungen von Phänomenen insbesondere dann ausschließe, wenn übernatürliche Elemente eine Rolle spielen. Dies würde im Ergebnis religiöse Aspekte beim Verständnis des Universums ausschließen. Neo-Kreationisten behaupten auch, dass die Naturwissenschaft der Grund für viele gegenwärtige soziale Missstände sei (wie soziale Unruhen und hohe Scheidungsraten).
Im Gegensatz zu den anderen Formen des Kreationismus machen Neo-Kreationisten betont keine Aussagen über das Erdalter oder die wörtliche Auslegung der Bibel, schließen andererseits aber auch betont einen Junge-Erde-Kreationismus nicht aus. Allen Arten des Neo-Kreationismus gemeinsam ist die Ablehnung des Naturalismus, üblicherweise zusammen mit dem stillschweigenden Eingeständnis des Übernatürlichen, sowie eine offene und oft feindlich ausgerichtete Opposition gegen den von ihnen so bezeichneten Darwinismus, womit sie im Allgemeinen die Evolutionstheorie meinen.
Es gibt drei verbreitete Formen des Neo-Kreationismus.

#### Intelligent Design
Die Intelligent-Design-Bewegung vertritt seit 1990 eine Kreationismus-Version ohne Bibelbezug. Grund dafür war der Versuch, die Gerichtsurteile zu umgehen, die eine Behandlung des „scientific creationism“ im Biologieunterricht untersagt hatten. Um die Anhänger der verschiedenen Richtungen des Kreationismus (und möglichst viele Vertreter einer Schöpfung auch außerhalb des Kreationismus) zu einen und mit allen kreationistischen Sichtweisen kompatibel zu sein, macht Intelligent Design keine spezifischen Aussagen zum Erdalter, und beschränkt sich rein auf die Behauptung, dass die Entstehung des Lebens einer Intelligenz als Ursache bedürfe. Seine führenden Vertreter, die alle dem Discovery Institute angehören, sind der Meinung, dass Intelligent Design eine wissenschaftliche Theorie sei, die mit vorhandenen wissenschaftlichen Theorien zum Ursprung des Lebens auf einer Stufe stehe oder ihnen überlegen sei. Daher dürfe sie im Biologieunterricht behandelt werden. Im Verfahren Kitzmiller v. Dover Area School District konnte sich diese Rechtsauffassung jedoch nicht durchsetzen. Intelligent Design wurde durch das Discovery Institute als Teil einer gesellschaftspolitischen PR-Strategie vertreten, wie durch das durchgestochene interne Papier Wedge Strategy bekannt wurde. Beispielsweise wurde dem Discovery Institute im Juli 2022 die plumpe Manipulation eines Filmdokuments nachgewiesen, um dadurch dem Paläontologen und Evolutionsbiologen Claude Owen Lovejoy die Fälschung eines Australopithecinen-Fossils zu unterstellen.

#### Abrupt Appearance
Ein ursprünglich in der Evolutionsbiologie verwendeter Begriff für das sprunghafte Auftreten (englisch abrupt appearance) von neuen Arten im Fossilbericht. Vertreter dieser Richtung, unter denen Wendell Bird am bekanntesten ist, haben den Begriff übernommen und sagen, dass dieses Phänomen am besten durch eine direkte Beeinflussung von außen statt durch einen natürlichen Vorgang erklärt werden könne. Das Argument wird begleitet von der ausdrücklichen Behauptung, dass es auf jeden Zeitrahmen anwendbar sei, womit insbesondere auch ein Bereich von 10.000 Jahren nicht ausgeschlossen werden soll.

#### Evidence against Evolution
Diese Richtung versucht, Beweise gegen die Evolution (engl. evidence against evolution) zu sammeln und bedient sich dazu hauptsächlich der Ergebnisse in wissenschaftlichen Fachzeitschriften. Es wird versucht, diese als Widerlegung der Evolutionstheorie zu deuten. Die Richtung ist mehr oder weniger identisch mit der Evolutionskritik in der „Schöpfungswissenschaft“, jedoch ohne Bezug zur Bibel zu nehmen und ohne der Evolutionstheorie eine Alternative mit wissenschaftlichem Anspruch entgegenzustellen. Die Frage des Ursprungs des Menschen wird stattdessen als Frage des persönlichen Glaubens angesehen.

## Positionen liberaler Christen
Spätestens seit den 1950er Jahren vertraten sowohl die meisten staatlich anerkannten protestantischen Kirchen als auch die römisch-katholische Kirche die Auffassung, dass die Evolutionstheorie und das Christentum miteinander vereinbar sind. Wesentliche Fortschritte für eine Neuinterpretation der Evolution in Bezug zur christlichen Überlieferung und Heilsbotschaft stammen von Pierre Teilhard de Chardin, einem Jesuiten, Evolutionsforscher und Anthropologen, nach dessen Auffassung die Schöpfung nicht abgeschlossen ist, sondern nach wie vor andauert.
Von einigen Vertretern der liberalen Theologie wird die Genesis als eine Metapher verstanden, die keine wissenschaftlichen Aussagen macht. Eine Reduktion des Schöpfungsberichts der Bibel auf einen reinen Mythos wird etwa von Eugen Drewermann vertreten. Dieser bringe vor allem Grundstrukturen des Menschseins und das Verhältnis des Menschen zu Gott (1. Mose 1,26 : „Lasst uns Menschen machen als unser Abbild, uns ähnlich.“) zum Ausdruck.
Im Mainstream der christlichen Theologie in Deutschland, sowohl der evangelischen und katholischen Kirche, wird nach wie vor systematisch angestrebt, auch in der Nachfolge Rudolf Bultmanns, entsprechend der existentialen Interpretation wie der historisch-kritischen Methode die biblische Botschaft gerade auch an Menschen mit wissenschaftlichem Weltbild zu vermitteln. Dies gilt auch für neuere Interpretationen des Alten Testamentes, inklusive der Schöpfungsberichte.
In einer Studie der Evangelischen Kirche in Deutschland (EKD), die Anfang April 2008 veröffentlicht wurde, erteilt die EKD dem Kreationismus eine deutliche Absage.

## Politische Kontroversen
Nach säkularem Verständnis bezieht sich der Begriff Kreationismus auf eine politische Doktrin. Sie macht die Gültigkeit und Überlegenheit eines religiösen Schöpfungsglaubens im Vergleich zu anderen Weltanschauungen geltend, insbesondere einschließlich derjenigen, die auf einer säkularen und wissenschaftlichen Grundlage basieren. Die Bedeutung des Begriffs „Kreationismus“ hängt dabei vom Kontext eines bestimmten Schöpfungsglaubens in einer bestimmten politischen Kultur ab, in dem er benutzt wird.
In den Vereinigten Staaten, mehr als in der übrigen Welt, ist der Kreationismus zentral in einer politischen Kontroverse zur Unterrichtung des Kreationismus in öffentlichen Schulen verankert, die sich um die staatliche Bildung dreht und um die Frage, ob die Unterrichtung der Evolutionstheorie in unfairer Weise mit der kreationistischen Weltanschauung in Konflikt steht. In den letzten Jahren tritt die Kontroverse in Form der Frage in Erscheinung, ob die Unterstützer der Intelligent-Design-Bewegung, die in naturwissenschaftlichen Fächern die Kontroverse unterrichten wollen, damit die Grenzen der Trennung von Staat und Kirche überschreiten würden.
Die wortgetreue biblische Schöpfungslehre soll nach Ansicht von Kreationisten gleichberechtigt zur naturwissenschaftlichen Urknalltheorie und Evolutionstheorie im Schulunterricht behandelt werden. Bislang haben Kreationisten ihre stärksten politischen Erfolge in den Vereinigten Staaten verbucht; sporadisch sind jedoch auch in Europa kreationistische Tendenzen in der Politik zu finden.
Evangelikale Gruppen betreiben seit geraumer Zeit gezielte politische Lobbyarbeit, um zu erreichen, dass der Kreationismus an den Schulen als gleichberechtigte Alternative zur Evolutionstheorie unterrichtet wird. Es gelang ihnen sogar, den US-amerikanischen Präsidenten George W. Bush für diese Forderung zu gewinnen. So hat er sich im August 2005 dafür ausgesprochen, dass die Lehre vom „Intelligent Design“ als gleichwertig mit der Evolutionstheorie in den Schulen im Fach Biologie gelehrt werden solle, da es in öffentlichen Schulen der Vereinigten Staaten aufgrund der in der Verfassung verankerten Trennung von Staat und Kirche keinen Religionsunterricht gibt. Im US-Bundesstaat Kansas hat die Schulbehörde angeordnet, „Intelligent Design“ gleichberechtigt neben der Evolutionslehre in den Schulen zu unterrichten. Daraufhin haben zwei bedeutende Wissenschaftsverbände, die Nationale Wissenschaftsakademie und der Nationale Verband der Lehrer von Naturwissenschaften das Verwertungsrecht für ihre Materialien zur Evolutionstheorie den Behörden in Kansas für die Verwendung in Schulbüchern entzogen. Als weitere Protestreaktion gründete der amerikanische Autor Bobby Henderson 2005 die Religionsparodie des Fliegenden Spaghettimonsters, deren Anhänger wie die Kreationisten staatliche Förderungen und Berücksichtigung im Schulunterricht fordern, sodass alle Gegenargumente sich auch gegen deren Ansprüche richten.
Viele Kreationisten formulieren ihre Sichtweise in Form einer teleologischen Argumentation, setzen dies in Kontrast zu einer eigenen Erklärung auf Basis eines Schöpfers und erheben dafür den Anspruch wissenschaftlicher Aussagekraft. Dabei greifen sie auf ein ideologisches Wissenschaftsverständnis zurück, das mit der wissenschaftlichen Methodik nicht vereinbar und somit pseudowissenschaftlich ist. Kreationisten, die diesen Anspruch erheben, bestreiten diesen Status. Mit der „Schöpfungswissenschaft“ und später Intelligent Design sind vor Gerichten bereits zwei Versuche von Kreationisten gescheitert, diese in den Vereinigten Staaten an öffentlichen Schulen im Biologieunterricht zu verankern. Zwei führende Wissenschaftsorganisationen in den Vereinigten Staaten, die National Academy of Sciences und die American Association for the Advancement of Science, bestätigten, dass es keine wissenschaftliche Basis dafür gebe. Die American Civil Liberties Union begrüßte die Entscheidung im Fall Kitzmiller vs. Dover Area School District, dass Intelligent Design keine wissenschaftliche Theorie und dessen Unterrichtung in öffentlichen Schulen verfassungswidrig ist.
Der Europarat erklärte 2007 zum Thema Kreationismus im Bildungswesen, man müsse aufpassen, dass sich daraus nicht „eine Gefahr für die Menschenrechte“ entwickle.

## Internationale Bedeutung

### Christentum

#### Nordamerika

Kreationistische Informationstafel an einer Dinosaurierfigur in Cabazon, Kalifornien

Hauptstütze des Kreationismus sind die in den Vereinigten Staaten stark vertretenen evangelikalen Christen, die über großen politischen Einfluss verfügen.
Laut einer Umfrage Pew Forums on Religion and Public Life (2005) glauben etwa 26 Prozent der US-amerikanischen Bevölkerung, dass sich das Leben über Jahrmillionen durch natürliche Auslese entwickelt hat. Der Aussage, dass ein höheres Wesen die Entwicklung der Lebewesen gesteuert habe, stimmen 18 Prozent zu. Während insgesamt 48 Prozent an eine evolutionäre Entwicklung der Lebewesen glauben, sind 42 Prozent der Ansicht, dass „die Lebewesen seit Anbeginn der Zeit in ihrer heutigen Form existierten“. Außerdem befürwortet die Mehrheit der US-Amerikaner, dass in den Schulen beides nebeneinander gelehrt werden soll.
Insbesondere die Faktoren Alter und Ausbildung bestimmen dabei die Einstellung der US-Amerikaner. So akzeptieren von den College-Absolventen etwa 40 Prozent die natürliche Auslese im Gegensatz zu 18 Prozent bei den Amerikanern ohne College-Ausbildung. Die Hälfte der Amerikaner mit einem Alter über 65 akzeptiert den Kreationismus, verglichen mit 37 Prozent bei den unter 30-Jährigen.
Die wichtigsten kreationistischen Organisationen haben ihren Sitz in den Vereinigten Staaten, darunter die Creation Research Society.
In Kansas und Pennsylvania sowie einigen anderen Staaten wurden Kreationismus und Intelligent Design in den Lehrplan der Schulen integriert.
Eine große Anhängerschaft hat der Kreationismus auch im Westen Kanadas gefunden.

#### Europa
In Europa nimmt der Kreationismus allgemein nur eine Nischenstellung ein, findet jedoch verstärkt Zulauf. Dies ist hauptsächlich auf die gesellschaftliche und kulturelle Struktur zurückzuführen, die sich in Verbindung mit der Französischen Revolution und der Aufklärung herausgebildet hat. In Staaten mit großen Teilen an römisch-katholischer Bevölkerung hat die Anerkennung der Evolution von Seiten des Papstes für die meisten Menschen das Thema abgeschlossen. Ähnlich sieht die Situation in Großbritannien aus. Rowan Williams, bis 2012 Oberhaupt der Anglikanischen Kirche, hat deutliche Kritik an den Thesen der Kreationisten geübt und sich klar gegen die Unterrichtung von Intelligent Design an Schulen ausgesprochen. Mehrere bekannte britische Theologen wie Arthur Peacocke und John Polkinghorne haben sich zudem in der Vergangenheit intensiv um den Dialog zwischen Naturwissenschaften und Theologie bemüht und Argumentationen für eine völlige Vereinbarkeit von Religion und Evolutionstheorie vorgelegt (siehe Theistische Evolution).
Den Vereinigten Staaten vergleichbare politische Forderungen nach Gleichstellung des Kreationismus mit der Evolutionstheorie an öffentlichen Schulen werden in Deutschland bisher quasi nicht vertreten. Unter den politischen Parteien wurde diese Forderung nur von der Partei Bibeltreuer Christen und ihrem Nachfolger Bündnis C – Christen für Deutschland erhoben.
Nach einer vom evangelikalen Factum-Magazin und ProGenesis in Auftrag gegebenen Umfrage des Schweizer Meinungsforschungsinstituts IHA-Gfk nimmt die Interpretation der Bibel, wonach das Universum, die Erde und das Leben vor etwa sechstausend Jahren von Gott erschaffen wurden, jeder Fünfte in Deutschland, Österreich und der Schweiz wörtlich. Etwa genauso viele stimmen der Ansicht zu, dass es zwar die Evolution gebe, dass sie aber von Gott gesteuert werde. Eine Evolution, wie Darwin sie beschrieb, bei der Gott keine Rolle spielt, erkennt in Deutschland mit 46 Prozent fast jeder Zweite an, in Österreich knapp 41 Prozent, in der Schweiz jeder Dritte (33 Prozent). Eine von der naturalistisch-humanistisch orientierten Giordano-Bruno-Stiftung in Auftrag gegebene Umfrage spricht in Deutschland von 12,5 Prozent für eine wörtliche Interpretation der Schöpfungsgeschichte und 60,9 Prozent für die reine Evolutionstheorie. Die Studie setzt theistische Evolution und Intelligent Design gleich und gibt für beides zusammen einen Anteil von 25,2 Prozent an. Eine 2005 vom Magazin „Zeit Wissen“ beauftragte Emnid-Umfrage ergab, dass jeder zweite Deutsche an einen Schöpfergott glaubt.

#### Australien
Laut einer PBS-Dokumentation über die Evolution haben australische Junge-Erde-Kreationisten behauptet, dass fünf Prozent der australischen Bevölkerung ihre Standpunkte teilen. Die Dokumentation sieht Australien als eine Hochburg dieser Bewegung. Demnach wäre der Junge-Erde-Kreationismus eine sehr kleine Minderheitenposition in der westlichen Welt außerhalb der Vereinigten Staaten.

### Judentum
Innerhalb des Judentums gibt es eine große Bandbreite von Ansichten über den Kreationismus. Im Allgemeinen vertreten die meisten jüdischen Richtungen (darunter auch manche orthodoxe Gruppen) die Unabhängigkeit von Glauben und Wissenschaft oder die theistische Evolution. Der heutige Ansatz des Judentums (von orthodoxen Traditionen abgesehen) ist es, die Tora nicht als einen buchstäblich zu verstehenden Text, sondern eher als einen symbolischen anzusehen.
Viele orthodoxe Juden hingegen hinterfragen die Ansicht, dass man die Wissenschaft und die Bibel durch wissenschaftliche Mittel miteinander in Einklang bringen könne. Für diese Gruppen kann Wissenschaft nur so wahr sein wie die Tora, und wenn sich daraus ein anscheinend unauflöslicher Widerspruch ergibt, dann liegt es an dem begrenzten menschlichen Wissen oder Verstehen. Sie verweisen auf diverse Diskrepanzen zwischen dem, was man erwartet und dem, was man wissenschaftlich vorfindet, um zu zeigen, dass Dinge nicht immer so sind, wie sie scheinen. Sie weisen darauf hin, dass sogar die Wurzel des hebräischen Wortes für Welt (עולם – olam) verborgen bedeutet. Sie glauben, dass Gott den Menschen, die Pflanzen und das Licht der Sterne in ihrem „erwachsenen Zustand“ geschaffen habe und dass es keine physikalischen Wege gebe, dies zu verifizieren.

### Islam
Auch im Islam gibt es Anhänger des Kreationismus. Dabei werden von den Gegnern nicht nur religiöse Gründe genannt. Die religiösen Gründe sind ähnliche wie im Christentum: Man sieht einen Widerspruch zwischen dem Koran und der Evolutionstheorie. Im Unterschied zur Bibel gibt es im Koran zwar keinen ausformulierten Schöpfungstext wie im Buch Genesis, aber verschiedene Suren (6:2, 15:26–33, 23:12, 37:11, 32:7–9, 55:14) stellen doch eine Erschaffung Adams aus Lehm durch Gott dar. Daraus schließen die islamischen Kreationisten, den christlichen durchaus vergleichbar, auf eine göttliche Erschaffung der Arten. Politisch problematischer ist allerdings die mit dem Kreationismus verbundene „dichotome Weltsicht“. Gottesfürchtige Muslime sehen sich in einem Gegensatz zu den Nicht-Muslimen, die dem „Darwinismus“ anhängen. Es besteht die Gefahr, dass aus diesem Gegensatz Feindbilder entstehen, die eine Abgrenzung zur nicht-islamischen Gesellschaft zur Folge haben. Als einer der bekanntesten Kreationisten der islamischen Welt gilt Harun Yahya.

### Südkorea
In Südkorea, in dem 30 % der Bevölkerung christlichen Glaubensrichtungen angehören, erreicht der Prozentanteil der Bevölkerung, die an Kreationismus glaubt, ähnliche Werte wie in den USA. Im Juni 2012 wurde die Streichung von Details der Evolutionstheorie in Schulbüchern diskutiert. Diese Änderung wurde aber verhindert.